# Інтеграція Вікіпедії в освіту
Інтеграція Вікіпедії в освіту — це процес залучення Вікіпедії та інших проєктів Вікімедіа до освітнього середовища як інструментів для навчання, викладання та спільного формування знань. Цей освітній підхід використовує переваги Вікіпедії — її об'ємний інформаційний фонд та колективний підхід до створення контенту — задля покращення освітнього досвіду. Оскільки Вікіпедія є енциклопедією, її можна використовувати як відкритий освітній ресурс. Крім того, завдяки залученню користувачів до створення контенту, Вікіпедію можна розглядати як приклад відкритої освітньої практики.
Вікіпедія є одним з найбільших і найпопулярніших освітніх вебсайтів у світі, який налічує понад 53 мільйони статей майже 300 мовами світу. Вона є цінним джерелом інформації з різноманітних тем, від науки та історії до сучасних подій. Фонд Вікімедіа активно підтримує освітні ініціативи, спрямовані на інтеграцію Вікіпедії та споріднених проєктів в навчальному процесі та поза його межами.
На думку низки дослідників, інтеграція Вікіпедії в освіту сприяє розвитку таких ключових навичок, як цифрова грамотність, критичне мислення та вміння співпрацювати. Створення та редагування статей у Вікіпедії допомагає студентам покращувати навички академічного письма та дослідницької роботи, а також навчитися оцінювати надійність онлайн-джерел. Крім того, взаємодія з Вікіпедією як з багаторівневою дискурсивною спільнотою дає змогу краще зрозуміти, як знання формуються, узгоджуються та коригуються завдяки обміну думками між учасниками. Вікіпедія робить особливий внесок у процес формування знань завдяки колективній взаємодії, в межах якої матеріали створюються та піддаються перевірці без контролю з боку редакційної команди. Таке середовище сприяє розвитку критичного мислення та активному залученню, що робить його цінним інструментом для формування навичок роботи з контентом відкритого доступу в онлайн-просторі. Ще одним джерелом мотивації для студентів при роботі зі статтями у Вікіпедії є усвідомлення того, що їхній внесок буде доступний широкому загалу.